# Zelenîi Barvinok, Oleksandria
Zelenîi Barvinok (în ucraineană Зелений Барвінок) este un sat în comuna Dobronadiivka din raionul Oleksandria, regiunea Kirovohrad, Ucraina.

## Demografie
Componența lingvistică a localității Zelenîi Barvinok
     Ucraineană (97,33%)
     Rusă (2,67%)
Conform recensământului din 2001, majoritatea populației localității Zelenîi Barvinok era vorbitoare de ucraineană (97,33%), existând în minoritate și vorbitori de rusă (2,67%).